# Radinacantha
Radinacantha is een geslacht van wantsen uit de familie van de Tingidae (Netwantsen). Het geslacht werd voor het eerst wetenschappelijk beschreven door Hacker in 1929.

## Soorten
Het genus bevat de volgende soorten:

- Radinacantha darwini Moir, 2009
- Radinacantha dondiorum Moir, 2009
- Radinacantha prudentis Drake & Poor, 1937
- Radinacantha reticulata Hacker, 1929
- Radinacantha tasmanica Hacker, 1929